# Melrose (Minnesota)
Pour les articles homonymes, voir Melrose.
La ville de Melrose est située dans l'État du Minnesota dans le comté de Stearns.

## Géographie
La localité de La Prairie est située à 150 kilomètres au nord-ouest de la ville de Minneapolis et à 170 kilomètres au sud-est de la ville de Fargo. 

## Personnalités liées à Melrose
- Le pilote d'avion, Charles Lindbergh, a passé son enfance à Melrose. Le musée de la ville présente plusieurs jouets ayant appartenu au célèbre avionneur. Ses grands-parents sont enterrés dans le cimetière de Melrose.
- Walter Breuning (né à Melrose le 21 septembre 1896 et mort le 14 avril 2011) fut un supercentenaire américain.
- L'actrice américaine Calista Flockhart a vécu son enfance à Melrose.